# Голфін
Голфін (рум. Golfin) — село у повіті Долж в Румунії. Входить до складу комуни Робенешть.
Село розташоване на відстані 165 км на захід від Бухареста, 16 км на схід від Крайови.

## Населення
За даними перепису населення 2002 року у селі проживали 814 осіб.
Національний склад населення села:
| Національність | Кількість осіб | Відсоток |
| -------------- | -------------- | -------- |
| румуни         | 807            | 99,1%    |
| цигани         | 7              | 0,9%     |

Рідною мовою назвали:
| Мова      | Кількість осіб | Відсоток |
| --------- | -------------- | -------- |
| румунська | 807            | 99,1%    |
| циганська | 7              | 0,9%     |